# Sára Salkaházi
Sára Salkaházi (n. 11 mai 1899, Kassa, Austro-Ungaria – d. 27 decembrie 1944, Budapesta, Regatul Ungariei), născută sub numele de Sarolta Klotild Schalkház, a fost o călugăriță catolică maghiaro-germano-slovacă care a salvat viețile a aproximativ o sută de evrei în timpul celui de-al Doilea Război Mondial. A fost denunțată și condamnată la moarte în urma unei judecăți sumare și executată de guvernul format de partidul pronazist Crucile cu Săgeți. Sára Salkaházi a fost beatificată în anul 2006.

## Tinerețea
Salkaházi s-a născut în familia lui Leopold și Klothilde Schalkhaz, proprietarii Hotelului Schalkhaz din Cașovia, de etnie germani din Slovacia. A rămas orfană de tată la vârsta de doi ani. Fratele ei a descris-o ca fiind „o băiețoasă cu o voință puternică și o minte proprie”. Ea a obținut o diplomă de învățătoare și a lucrat mai târziu ca ucenică a unui legător de cărți și apoi într-un magazin de pălării de damă. A devenit jurnalistă și a redactat publicația oficială a Partidului Regional Creștin-Socialist⁠(en)[traduceți], inițiat de episcopul Augustin Fischer-Colbrie⁠(fr)[traduceți]. În acel moment era departe de a fi o credincioasă conformistă și a cochetat, uneori, chiar cu ateismul. Înainte de a deveni soră religioasă, a fost logodită și urma să se căsătorească, dar a rupt curând acel angajament.

## Viața religioasă
Surorile Serviciului Social, societate apostolică înființată în 1912 de Margit Slachta, prima femeie aleasă în Parlamentul Ungariei, au fost la început reticente să accepte în rândul lor o fumătoare inveterată. În anul 1929 s-a alăturat congregației și a depus primele jurăminte în sărbătoarea Rusaliilor din anul 1930. Prima ei misiune a fost la Biroul de Caritate al Bisericii Catolice de la Cașovia, unde a supervizat activitățile de caritate, a condus o librărie religioasă și a redactat un periodic intitulat Femeile catolice. La cererea Conferinței Episcopilor Catolici din Slovacia, ea a organizat toate grupurile de femei catolice într-o asociație națională a femeilor catolice și a înființat Mișcarea Națională a Fetelor. În calitate de directoare națională a mișcării catolice a femeilor muncitoare, sora Sára a înființat primul colegiu maghiar pentru femeile muncitoare, lângă Lacul Balaton. În semn de protest împotriva ideologiei naziste care acapara tot mai mult teren, sora Sára și-a schimbat numele de familie din Schalkház în „Salkaházi”, care suna mai maghiar. Ea a deschis la Budapesta cămine pentru femeile muncitoare și a organizat cursuri de formare profesională. A scris, de asemenea, o piesă despre viața sfintei Margareta a Ungariei, al cărei proces de canonizare era în curs.
Vitalitatea și energia ei neobișnuită au fost interpretate de celelalte surori drept încercări de atragere a atenției. Superioarele ei i-au pus vocația sub semnul întrebării și au refuzat să îi permită să-și reînnoiască jurămintele temporare, respectiv să poarte veșmintele monahale. Sora Sára s-a gândit chiar să părăsească congregația. Cu toate acestea, ea a continuat să ducă o viață de soră a serviciului social fără jurăminte. În anul 1937 benedictinii maghiari din Brazilia au cerut trimiterea unor surori care să lucreze acolo în misiune, iar Sara era dornică să plece, însă din cauză că avea doar cetățenia cehoslovacă, s-a mutat la Budapesta, pentru a obține cetățenia maghiară, iar în anul 1939 a izbucnit al Doilea Război Mondial.

## Al Doilea Război Mondial
Sora Sára a deschis căminele fetelor muncitoare ca refugii pentru evreii persecutați de partidul nazist maghiar. În 1943 ea a scos pe ascuns o refugiată evreică din Slovacia, deghizată în veșmintele „surorilor gri” și pe fiul femeii din casa surorilor din Cașovia, care fusese percheziționată de Gestapo, și i-a adus temporar la Budapesta. În timpul ultimelor luni ale celui de-al Doilea Război Mondial a adăpostit sute de evrei într-o clădire din Budapesta care aparținea Surorilor Serviciului Social. Aproximativ 100 de evrei au fost ajutați chiar de Salkahazi, în calitate de directoare națională a mișcării femeilor muncitoare catolice maghiare. Ca soră responsabilă a casei congregației, ea a făcut în secret o promisiune formală în fața lui Dumnezeu, în prezența superiorului ei, pentru a fi pregătită să se sacrifice cu condiția ca celelalte surori să nu fie rănite în timpul războiului. Asumarea promisiunii solemne și textul ei au fost menționate în jurnalele sale.

## Martiriul
Trădați autorităților de către o femeie care lucra în casă, evreii pe care ea îi adăpostea au fost luați prizonieri de membrii partidului pronazist maghiar Crucile cu Săgeți. Salkaházi nu se afla în casă atunci când au avut loc arestările și ar fi putut să fugă, dar a ales să se întoarcă. Prizonierii au fost aliniați pe malul Dunării la 27 decembrie 1944 și au fost împușcați, împreună cu patru femei evreice și o colegă creștină care nu făcea parte din acel ordin religios. Corpul Sárei Salkaházi nu a fost niciodată recuperat. Aceste crime au ieșit la lumină în 1967, în timpul procesului unor membri ai Partidului Crucilor cu Săgeți.
În 1969 activitatea depusă de ea pentru salvarea evreilor maghiari a fost recunoscută de institutul israelian Yad Vashem, după ce a fost nominalizată de fiica uneia dintre femeile evreice pe care a ascuns-o și care a fost ucisă alături de ea.

## Beatificarea

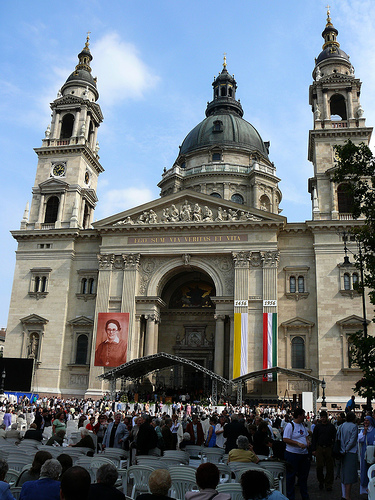
Beatificarea fericitei Sára Salkaházi la Budapesta, 2006.

La 17 septembrie 2006 sora Sára a fost beatificată în timpul unei liturghii ce a avut loc în exteriorul Bazilicii Sfântul Ștefan din Budapesta, iar decretul de proclamare emis de papa Benedict al XVI-lea și citit de cardinalul Péter Erdő conținea următoarea justificare: „Ea a fost dispusă să-și asume riscuri pentru cei persecutați ... în zilele marii terori. Martiriul ei este încă actual ... și demonstrează fundamentele umanității noastre.” Aceasta este prima beatificare care a avut loc în Ungaria după beatificarea în 1083 a regelui Ștefan I, împreună cu fiul său Emeric și cu episcopul italian Gerard Sagredo, care au avut un rol esențial în convertirea maghiarilor la creștinism. Dacă Salkaházi este canonizată, ea va fi prima sfântă maghiară, care nu face parte din familiile regale maghiare.
Vorbind la acea liturghie, rabinul József Schweitzer a spus despre sora Sára: „Știu din propria experiență ... cât de periculos și eroic era în acele vremuri să-i ajuți pe evrei și să-i salvezi de moarte. Avându-și originea în credința ei, ea a păstrat porunca iubirii până la moarte.”
Abraham H. Foxman, directorul național al Anti-Defamation League, a declarat: „Onoarea acordată de Papa Benedict al XVI-lea surorii Sara Salkahazi pentru că și-a riscat și, în cele din urmă, și-a dat viața pentru a-i salva pe evreii aflați în primejdie este o declarație importantă făcută de biserică. Este regretabil faptul că nu au existat mai multe persoane precum sora Sara, dar exemplul ei trebuie prezentat pentru a arăta cum pot fi salvate vieți atunci când oamenii buni iau măsuri pentru a face față răului”. Foxman, un supraviețuitor al Holocaustului, a fost salvat de guvernanta sa catolică poloneză.
Fericita Sára Salkaházi și-a ales ca motto textul biblic: „Iată-mă, trimite-mă pe mine!” (Isaia 6:8).

## Legături externe
- Surorile serviciului social
- Sára Salkaházi
- Sára Salkaházi - activitatea sa de salvare a vieților evreilor în timpul Holocaustului, pe site-ul institutului Yad Vashem